# Kattia Rivera Soto

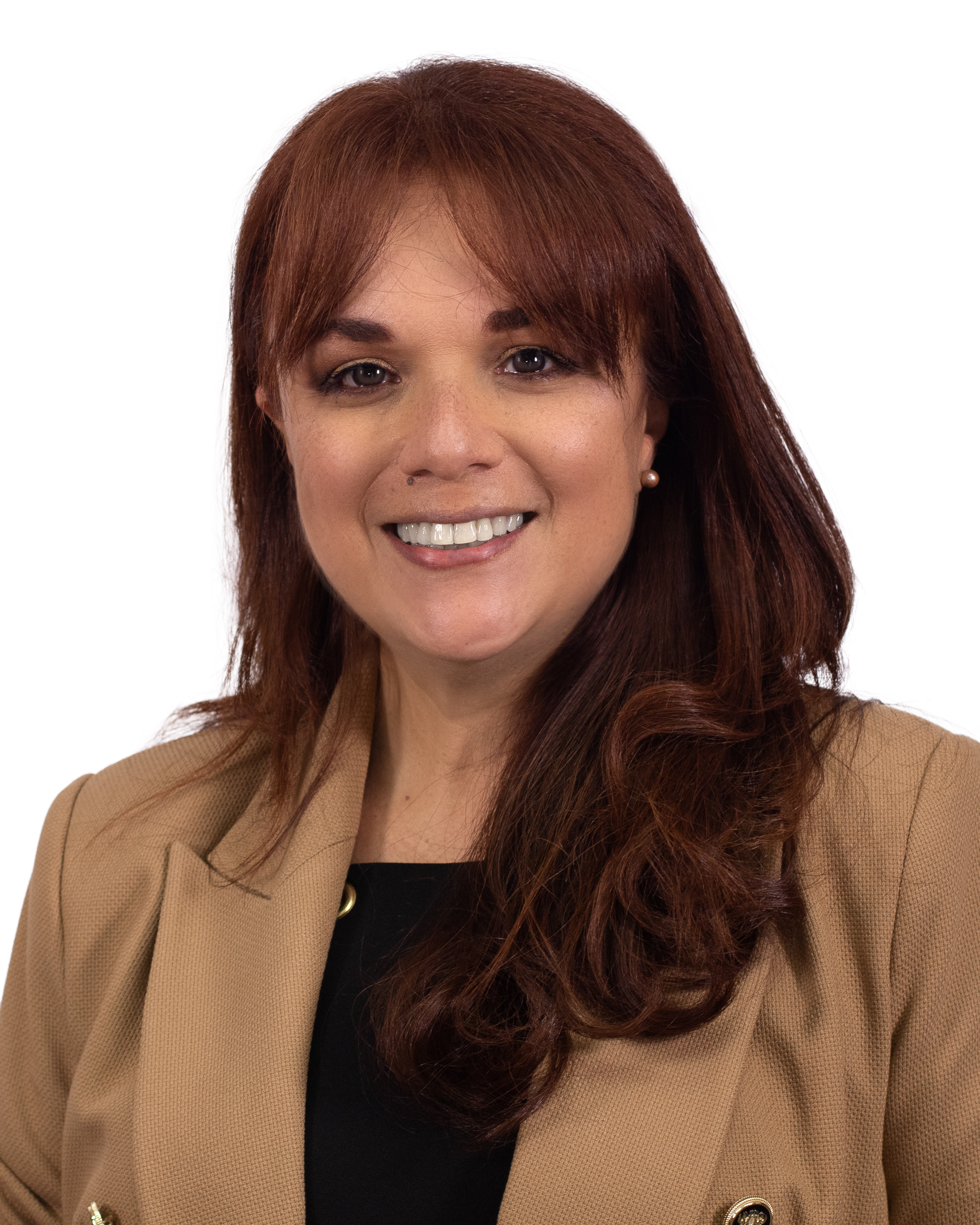
Kattia Rivera Soto (2022)

Kattia Rivera Soto (* 14. April 1971 in San José) ist eine Politikerin der Partei der Nationalen Befreiung PLN (Partido Liberación Nacional) aus Costa Rica, die unter anderem seit 2022 Mitglied der Legislativversammlung und dort Vorsitzende der PLN-Fraktion ist.

## Leben

### Studien, Studenten- und Jugendfunktionärin und berufliche Laufbahn
Kattia Rivera Soto begann nach dem Besuch der Grundschule Escuela Benito Sáenz y Reyes und der Sekundarschule Colegio Santa María Guadalupe 1986 ein Studium an der Schule für plastische Kunst der Fakultät für schöne Künste der Universidad de Costa Rica (UCR), welches sie mit einem Diplom in Design und Werbekunst (Diplomado Diseño en Arte Publicitario) beendete. Während des dortigen Studiums war sie Vorsitzende der Nationalen Studentenorganisation FEUCR (Federación de Estudiantes de la Universidad de Costa Rica) an der Schule für plastische Kunst und FEUCR-Vertreterin im Verwaltungsrat der UCR. Ein darauf folgendes Studium in Werbedesign an der Universidad Continental de las Ciencias y el Arte beendete sie mit einem Bachelor (Bachiller en Diseño Publicitario), während sie ein postgraduales Studium in diesem Fach an der Universidad Hispanoamericana mit einem Lizenziat (Licenciada en Diseño Publicitario) abschloss. Daneben begann sie ihre politische Laufbahn als Nationale Vizepräsidentin der Juventud Liberacionista, der Jugendorganisation der Partei der Nationalen Befreiung PLN (Partido Liberación Nacional), und war deren Vertreterin in der Nationalen Jugendbewegung MNJ (Movimiento Nacional de Juventudes). Des Weiteren war sie Ausbildungskoordinatorin für Mittelamerika des Proyecto Juventud Organizada de Centroamérica y el Caribe para la Democracia (JPD), des von der Organisation Amerikanischer Staaten (OAS) organisierten Projekts „Jugend aus Mittelamerika und der Karibik für Demokratie“. Des Weiteren engagierte sie sich als Gründungsmitglied des Tierrettungsvereins SOS Mingo Animal und verfasste Kolumnen für die Regionalzeitung Gente.
Nach Abschluss des Studiums war sie zwischen 1993 und 2013 als kreative Beraterin verschiedener sozialer, Werbe- und politischer Kampagnen tätig und daneben von 1994 bis 1995 Verwaltungsassistentin des Museums für zeitgenössische Kunst und Design MADC (Museo de Arte y Diseño Contemporáneo) des zum Kulturministerium gehörenden Nationalen Kulturzentrums CENAC (Centro Nacional de Cultura) sowie zwischen 2000 und 2006 Bereichskoordinatorin für Akademische Leitung, Frauenführungsprogramme, Jugendführung, Schulgenossenschaften und Jugendcamps des Zentrums für duales Studium und Ausbildung CENECOOP (Centro de Estudios y Capacitación Cooperativa). Als externe Berater des Ministers für öffentliche Bildung fungierte sie zudem von 2006 bis 2007 als Beraterin der UNICEF, im Anschluss zwischen 2008 und 2010 als Beraterin der UNESCO sowie daraufhin von 2010 bis 2014 als Beraterin des Wirtschaftsverbandes für Entwicklung AED (Asociación Empresarial para el Desarrollo).

### Parteifunktionärin, Vizebürgermeisterin, Abgeordnete und PLN-Fraktionsvorsitzende
Neben ihrer beruflichen Laufbahn engagierte sich Kattia Rivera Soto in verschiedenen Funktionen innerhalb des Partido Liberación Nacional und war unter anderem Untersekretärin der PLN für Planung und Programme, Sekretärin für öffentliche Bildung sowie Nationale Vizepräsidentin der Partei. Sie war zwischen 2014 und 2016 Beraterin der PLN-Fraktion in der Legislativversammlung von Costa Rica (Asamblea Legislativa de Costa Rica). 2016 wurde sie Vize-Bürgermeisterin von Santo Domingo de Heredia, ein Vorort von San José und Kanton in der Provinz Heredia, und bekleidete dieses Amt für eine Wahlzeit bis 2020. Danach war sie seit 2020 als Beraterin für Kommunikationsfragen und Kurse über die E-Learning-Plattform tätig.
Kattia Rivera Soto, die zeitweise kommissarische Nationale Präsidentin der Partei der Nationalen Befreiung sowie Vizepräsidentin der Sozialistischen Internationale war, wurde bei den Wahlen am 6. Februar 2022 für den Partido Liberación Nacional zum Mitglied der Legislativversammlung von Costa Rica (Asamblea Legislativa de Costa Rica) gewählt und vertritt in dieser seither als Abgeordnete die Provinz San José. Im Parlament ist sie Vorsitzende der PLN-Fraktion, während Oscar Izquierdo Sandí Vize-Vorsitzender der Fraktion wurde. Im Parlament befasst sie sich insbesondere mit den Themen Wirtschaft, Wissenschaft und Technik, Energie, Kultur und Staatsmodernisierung.